# Lockwood & Co. (Fernsehserie)
Lockwood & Co. ist eine britische Fantasy-/Horror-Fernsehserie für Jugendliche. Entwickelt wurde sie von Joe Cornish für Netflix. Sie basiert auf der gleichnamigen Buchreihe des Autors Jonathan Stroud. Die erste Staffel feierte am 27. Januar 2023 Premiere und deckt die ersten beiden Romane Die Seufzende Wendeltreppe und Der Wispernde Schädel ab.
Im Mai 2023 wurde die Serie nach einer Staffel eingestellt.

## Rahmenhandlung
Siehe auch den Abschnitt „Thema“ im Artikel zur Romanreihe
Seit etwa 50 Jahren wird England von einer Geister-Epidemie heimgesucht, die nur das „Problem“ genannt wird: Tote kehren als Gespenster zurück. Der direkte Kontakt mit diesen führt bei Menschen zur tödlichen „Geistersieche“. Erwachsene können die Geister nicht wahrnehmen, nur Kinder und Jugendliche mit einer entsprechenden Begabung. Das „Problem“ hat weitreichende Auswirkungen auf das tägliche Leben, so gibt es etwa eine allgemeine nächtliche Ausgangssperre. Vor den Geistern schützen vor allem Eisen, Silber und Salz. Zur Bekämpfung des „Problems“ haben sich mehrere Agenturen gebildet, in denen Jugendliche ab 13 Jahren in Teams unter der Aufsicht von Erwachsenen ausgebildet werden und Nacht für Nacht unterwegs sind, um Gespenster zu jagen und zu vernichten. Dazu müssen sie die „Quelle“ finden, aus der der Geist hervorkommt und an die dieser gebunden ist; meistens sind dies Knochen/Leichenteile, seltener ein Gegenstand, der der Person vor ihrem Tod besonders wichtig war. Die Agenturen wiederum werden überwacht von DEPRAC, dem Department of Psychical Research and Control (deutsch BEBÜP, Behörde zur Erforschung und Bekämpfung Übernatürlicher Phänomene). Die Jugendlichen Lucy Carlyle, George Karim und Anthony Lockwood bilden zusammen die Agentur Lockwood & Co., in der es keine erwachsenen Aufpasser gibt.

## Besetzung und Synchronisation
Die deutsche Synchronisation wurde von der Interopa Film GmbH unter der Regie von Maurice Taube und nach einem Dialogbuch von Andrea Solter angefertigt.
| Rollenname                            | Schauspieler       | Synchronsprecher        |
| ------------------------------------- | ------------------ | ----------------------- |
| Lucy Carlyle                          | Ruby Stokes        | Nina Schatton           |
| Anthony Lockwood                      | Cameron Chapman    | Sebastian Fitzner       |
| George Karim                          | Ali Hadji-Heshmati | Tobias John von Freyend |
| Inspector Barnes                      | Ivanno Jeremiah    | Robert Glatzeder        |
| Penelope Fittes                       | Morven Christie    | Janin Stenzel           |
| Flo Bones                             | Hayley Konadu      | Elisa Bannat            |
| Quill Kipps                           | Jack Bandeira      | Fabian Oscar Wien       |
| Norrie White                          | Lily Newmark       | Betty Förster           |
| Die goldene Klinge (The Golden Blade) | Luke Treadaway     | Jaron Löwenberg         |
| Schädel (Skull)                       | Michael Clarke     | Sebastian Hölz          |
| Julius Winkman                        | Ben Crompton       | Jörg Pintsch            |
| Pamela Joplin                         | Louise Brealey     | Ute Noack               |
| Sir John Fairfax                      | Nigel Planer       | Uwe Büschken            |
| Annabel Ward                          | Jemma Moore        |                         |

## Episoden
| Nr. | Deutscher Titel      | Originaltitel        | Regie              | Drehbuch                   |
| --- | -------------------- | -------------------- | ------------------ | -------------------------- |
| 1   | Das werden wir sein  | This Will Be Us      | Joe Cornish        | Joe Cornish                |
| 2   | Lass mich los        | Let Go Of Me         | William McGregor   | Joy Wilkinson & Kara Smith |
| 3   | Doubt Thou the Stars | Doubt Thou the Stars | William McGregor   | Ed Hime                    |
| 4   | Süße Träume          | Sweet Dreams         | William McGregor   | Ed Hime                    |
| 5   | Der Tod kommt        | Death Is Coming      | Catherine Morshead | Joy Wilkinson              |
| 6   | Du hast nie gefragt  | You Never Asked      | Catherine Morshead | Joy Wilkinson              |
| 7   | Hypnotisiert         | Mesmerised           | Catherine Morshead | Ed Hime                    |
| 8   | Nicht die Ewigkeit   | Not the Eternal      | Joe Cornish        | Joe Cornish                |